# Scotorepens orion
Scotorepens orion (Troughton, 1937) è un pipistrello della famiglia dei Vespertilionidi diffuso in Australia.

## Descrizione

### Dimensioni
Pipistrello di piccole dimensioni, con la lunghezza della testa e del corpo tra 44 e 53 mm, la lunghezza dell'avambraccio tra 32 e 37 mm, la lunghezza della coda tra 26 e 38 mm, la lunghezza delle orecchie tra 10,6 e 13 mm e un peso fino a 15 g.

### Aspetto
La pelliccia è compatta. Le parti dorsali sono marrone acceso, mentre le parti ventrali sono più opache. Il muso è molto largo, dovuto principalmente alla presenza di due masse ghiandolari sui lati. Le orecchie sono relativamente larghe, bruno-giallastre, con il margine anteriore leggermente convesso, la punta arrotondata e il lobo basale anteriore piccolo. Il trago è curvato in avanti, con il bordo anteriore leggermente concavo e quello posteriore convesso. Le membrane alari sono bruno-nerastre. La coda è lunga ed inclusa completamente nell'ampio uropatagio.

## Biologia

### Comportamento
Si rifugia all'interno di alberi cavi e nelle soffitte delle case.

### Alimentazione
Si nutre di insetti.

### Riproduzione
Le femmine danno alla luce un piccolo alla volta tra novembre e dicembre, sebbene gli accoppiamenti avvengano in autunno e l'ovulazione e la fertilizzazione sono ritardate a primavera.

## Distribuzione e habitat
Questa specie è diffusa nel Queensland nord-orientale e sud-orientale e lungo le coste orientali del Nuovo Galles del Sud e dello stato di Victoria.
Vive nelle foreste umide pluviali e in boschi fino a 720 metri di altitudine.

## Conservazione
La IUCN Red List, considerato il vasto areale e la popolazione presumibilmente numerosa, sebbene sia stato catturato poche volte, classifica S.orion come specie a rischio minimo (Least Concern)).